# Florín (futbolista)
Florentino Muñiz Menéndez (Avilés, Asturias, España, 22 de noviembre de 1937-15 de enero de 1991), conocido como Florín, fue un futbolista español que jugaba como defensa.

## Clubes
| Club                   | País   | Año       |
| ---------------------- | ------ | --------- |
| Real Avilés C. F.      | España | 1958-1962 |
| Real Sporting de Gijón | España | 1962-1970 |
| Real Avilés C. F.      | España | 1970-1971 |
| Candás C. F.           | España | 1971-1972 |